# Horemheb e Amenia (EA36)
La statua di Horemheb e Amenia (EA36) è una grande scultura doppia del futuro faraone Horemheb e della sua sposa Amenia (destinata a non divenire regina), trovata nel sito di Saqqara (Basso Egitto); si trova a Londra, al British Museum. L'identità dei due personaggi rimase ignota per più di un secolo, finché una squadra di archeologi olandesi e britannici non scoprì un frammento mancante nella tomba di Horemheb (non quella che fece realizzare da faraone nella Valle dei Re, bensì la sepoltura edificata quando aspirava al trono) a Saqqara, nel 1976.

## Acquisizione
La statua fu acquisita dal British Museum nel 1839 dalla collezione del mercante Giovanni Anastasi. Non si sapeva, inizialmente, se il reperto provenisse da Tebe, nell'Alto Egitto, o da Saqqara; il parere degli studiosi si attestò gradualmente su Saqqara, dal momento che Anastasi era ben più attivo in area menfita che tebana, ma anche perché un gruppo di simili statue doppie (la più celebre è quella di Maia, tesoriere di Tutankhamon, e sua moglie Merit conservata a Leida) scoperte in altre tombe nei paraggi del sito in questione.

## Recenti scoperte
Nel 2009 furono reperite prove concrete che provarono al di là di ogni ragionevole dubbio che la statua raffigurerebbe Horemheb e sua moglie Amenia e che proverrebbe dalla tomba che si erano fatti apprestare a Saqqara. Nel 1976 una squadra internazionale di archeologi e ricercatori dai Paesi Bassi e dal Regno Unito scoprì, all'interno della tomba di Saqqara, un frammento di discrete dimensioni: nella fattispecie, tre mani strette loro. Un calco in gesso del frammento realizzato nel 2009 risultò perfettamente combaciante con le due mani di Amenia e la sinistra di Horemheb, teneramente intrecciate vicino al grembo di lei.

## Descrizione
Marito e moglie sono seduti, uno accanto all'altra, su un largo trono con zampe leonine. Indossano entrambi lunghe tuniche plissettate e parrucche tipiche della tarda XVIII dinastia egizia (l'epoca dei successori di Akhenaton: Smenkhara, Tutankhamon, Ay e dello stesso Horemheb). Lui ha sandali ai piedi e le sue maniche sono larghe e mollemente cascanti. La statua, originariamente dipinta di colori vivaci oggi scomparsi, doppia mostra un tratto di inusuale intimità nell'atto di Amenia di stringere la mano sinistra di Horemheb con entrambe le proprie. Nel complesso, il reperto è in ottimo stato di conservazione, eccettuati danni minori, e dà una chiara idea della serena eleganza dell'alta aristocrazia durante il Nuovo Regno.

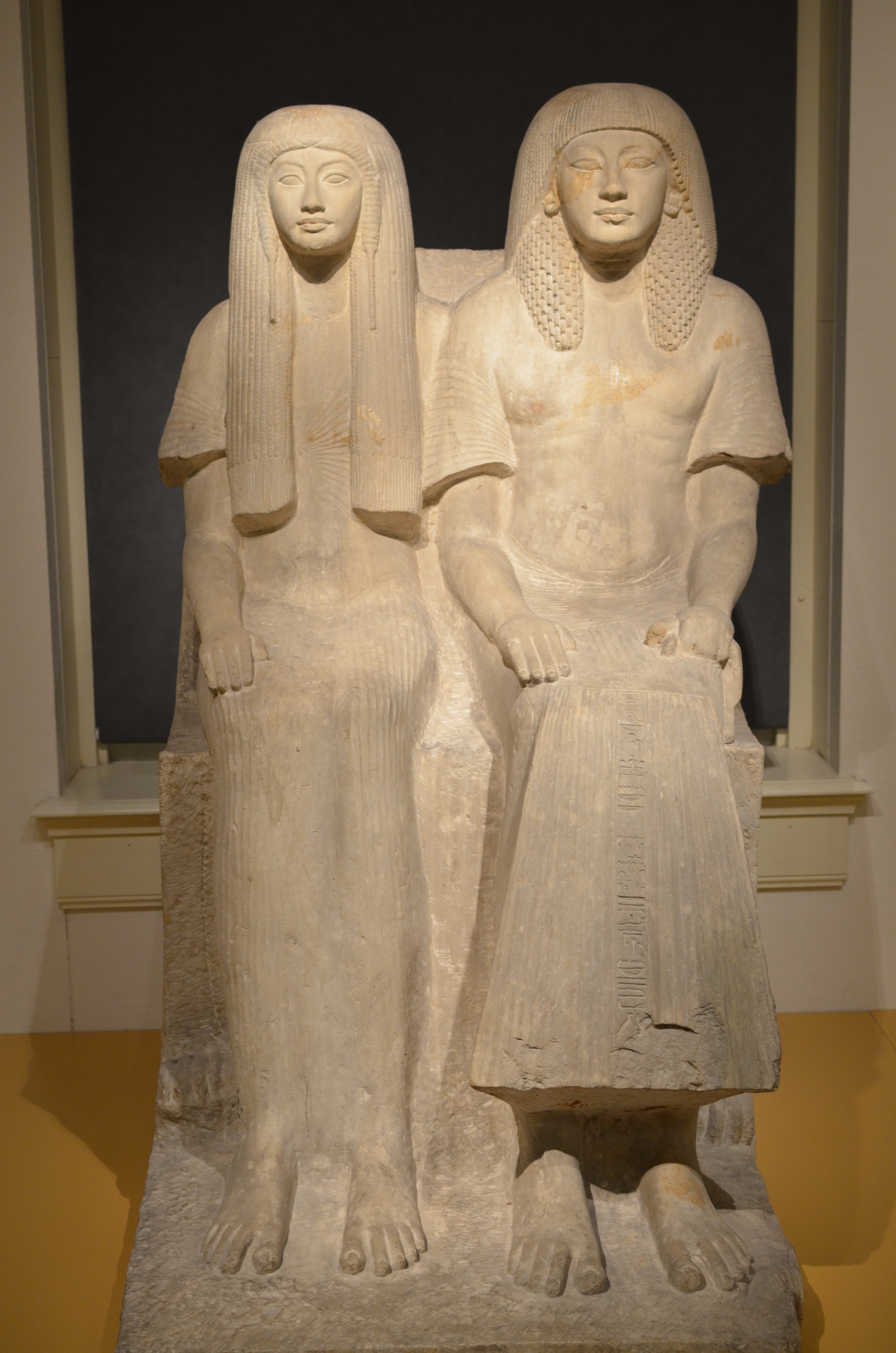
Statua doppia di Maia e Merit, scoperta a Saqqara e in larga parte comparabile a quella di Horemheb e Amenia.
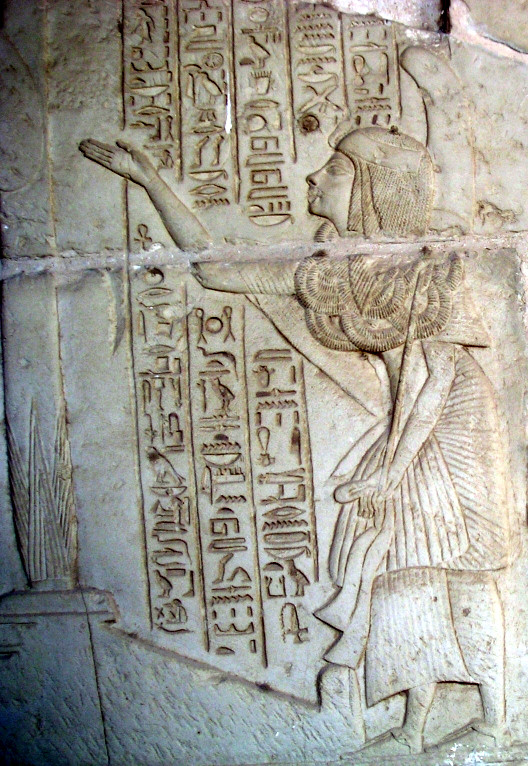
Rilievo raffigurante Horemheb come funzionario, nella sua tomba a Saqqara, da cui proviene la statua con Amenia.
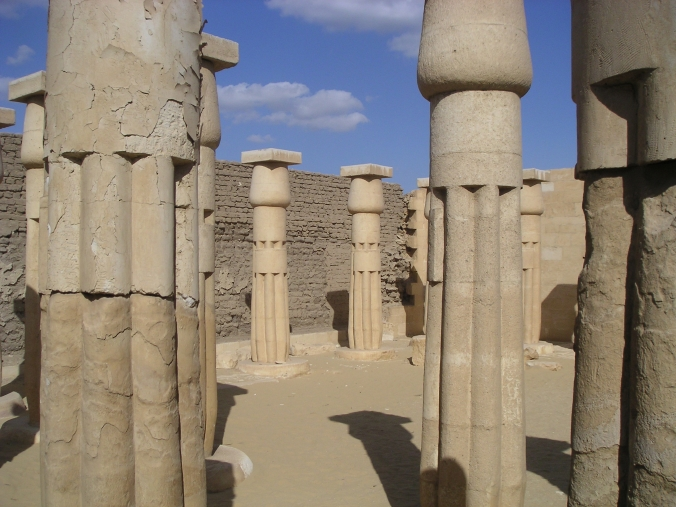
Rovine della inutilizzata tomba di Horemheb a Saqqara.